# کارلوس روزلو
کارلوس روزلو (انگلیسی: Carlos Roselló؛ ۲ مهٔ ۱۹۲۲ – before 2004) ورزشکار بسکتبال اهل اروگوئه بود.
وی در مسابقات کشوری و بین‌المللی در مجموع برندهٔ ۱ مدال برنز شده‌است.